# Listă de filme Amblin Entertainment
Aceasta este o listă de filme produse de compania de producție independentă din SUA Amblin Entertainment, cu sediul în prezent în Universal City, California și deținută de compania de divertisment media Amblin Partners și asociată cu Universal Pictures. Amblin Entertainment a fost înființată în 1980 de regizorul Steven Spielberg cu doi producători, Kathleen Kennedy și Frank Marshall. Amblin Partners folosește marca înregistrată Amblin Entertainment pentru filme cu conținut adecvat pentru familii.

## Filme

### Filme lansate
| Titlu                                                                  | Regizor(i)                                             | Premiera           | Distribuitor SUA                                                                                  | Distribuitor internațional | Companii de producție |
| ---------------------------------------------------------------------- | ------------------------------------------------------ | ------------------ | ------------------------------------------------------------------------------------------------- | --- | --- |
| Prima pagină (Continental Divide)                                      | Michael Apted                                          | 18 septembrie 1981 | Universal Pictures                                                                                | Universal Pictures | ca Amblin Productions |
| Poltergeist                                                            | Tobe Hooper                                            | 4 iunie 1982       | Metro-Goldwyn-Mayer                                                                               | Metro-Goldwyn-Mayer | ca Amblin Productions |
| E.T. Extraterestrul                                                    | Steven Spielberg                                       | 11 iunie 1982      | Universal Pictures                                                                                | Universal Pictures | Amblin Entertainment uncredited |
| Gremlinii                                                              | Joe Dante                                              | 8 iunie 1984       | Warner Bros. Pictures                                                                             | Warner Bros. Pictures | N/A |
| Fandango                                                               | Kevin Reynolds                                         | 25 ianuarie 1985   | Warner Bros. Pictures                                                                             | Warner Bros. Pictures | N/A |
| Tâlharii                                                               | Richard Donner                                         | 7 iunie 1985       | Warner Bros. Pictures                                                                             | Warner Bros. Pictures | N/A |
| Înapoi în viitor                                                       | Robert Zemeckis                                        | 3 iulie 1985       | Universal Pictures                                                                                | Universal Pictures | U-Drive Productions |
| Tânărul Sherlock Holmes și Piramida Fricii                             | Barry Levinson                                         | 4 decembrie 1985   | Paramount Pictures                                                                                | Paramount Pictures | N/A |
| Culoarea purpurie                                                      | Steven Spielberg                                       | 18 decembrie 1985  | Warner Bros. Pictures                                                                             | Warner Bros. Pictures | The Guber-Peters Company Quincy Jones Productions |
| Un sac de bani (The Money Pit)                                         | Richard Benjamin                                       | 26 martie 1986     | Universal Pictures                                                                                | Universal Pictures | U-Drive Productions |
| O aventură americană (An American Tail)                                | Don Bluth                                              | 21 noiembrie 1986  | Universal Pictures                                                                                | Universal Pictures | Sullivan Bluth Studios David Kirschner Productions U-Drive Productions                                                                                       |
| Uriașul Harry                                                          | William Dear                                           | 5 iunie 1987       | Universal Pictures                                                                                | Universal Pictures | U-Drive Productions |
| Călătoria fantastică (Innerspace)                                      | Joe Dante                                              | 1 iulie 1987       | Warner Bros. Pictures                                                                             | Warner Bros. Pictures | The Guber-Peters Company |
| Imperiul Soarelui                                                      | Steven Spielberg                                       | 9 decembrie 1987   | Warner Bros. Pictures                                                                             | Warner Bros. Pictures | Robert Shapiro Productions |
| Prieteni de departe                                                    | Matthew Robbins                                        | 18 decembrie 1987  | Universal Pictures                                                                                | Universal Pictures | U-Drive Productions |
| Cine vrea pielea lui Roger Rabbit?                                     | Robert Zemeckis                                        | 22 iunie 1988      | Buena Vista Pictures                                                                              | Buena Vista Pictures | Touchstone Pictures Silver Screen Partners III |
| Tărâmul uitat de timp                                                  | Don Bluth                                              | 18 noiembrie 1988  | Universal Pictures                                                                                | Universal Pictures | Lucasfilm Sullivan Bluth Studios U-Drive Productions |
| Tata (Dad)                                                             | Gary David Goldberg                                    | 27 octombrie 1989  | Universal Pictures                                                                                | Universal Pictures | Ubu Productions |
| Înapoi în viitor II                                                    | Robert Zemeckis                                        | 22 noiembrie 1989  | Universal Pictures                                                                                | Universal Pictures | U-Drive Productions |
| Lângă tine mereu                                                       | Steven Spielberg                                       | 22 decembrie 1989  | Universal Pictures                                                                                | Universal Pictures | United Artists U-Drive Productions |
| Joe împotriva vulcanului (Joe Versus the Volcano)                      | John Patrick Shanley                                   | 9 martie 1990      | Warner Bros. Pictures                                                                             | Warner Bros. Pictures | N/A |
| Înapoi în viitor III                                                   | Robert Zemeckis                                        | 25 mai 1990        | Universal Pictures                                                                                | Universal Pictures | U-Drive Productions |
| Gremlins 2                                                             | Joe Dante                                              | 15 iunie 1990      | Warner Bros. Pictures                                                                             | Warner Bros. Pictures | Michael Finnell Productions |
| Arahnofobia                                                            | Frank Marshall                                         | 18 iulie 1990      | Buena Vista Pictures                                                                              | Buena Vista Pictures | Hollywood Pictures Tangled Web Productions |
| Promontoriul groazei                                                   | Martin Scorsese                                        | 13 noiembrie 1991  | Universal Pictures                                                                                | Universal Pictures | Cappa Films TriBeCa Productions |
| Aventură în Vest                                                       | Phil Nibbelink and Simon Wells                         | 22 noiembrie 1991  | Universal Pictures                                                                                | Universal Pictures | creditat sub sigla Amblimation |
| Hook                                                                   | Steven Spielberg                                       | 11 decembrie 1991  | TriStar Pictures                                                                                  | TriStar Pictures | N/A |
| Piesa (Noises Off)*                                                    | Peter Bogdanovich                                      | 20 martie 1992     | Buena Vista Pictures                                                                              | Buena Vista Pictures | Touchstone Pictures Nothing On Productions Touchwood Pacific Partners                                                                                        |
| În deșert nu ești niciodată singur! (A Far Off Place)*                 | Mikael Salomon                                         | 12 martie 1993     | Buena Vista Pictures                                                                              | Buena Vista Pictures | Walt Disney Pictures Touchwood Pacific Partners |
| Jurassic Park                                                          | Steven Spielberg                                       | 11 iunie 1993      | Universal Pictures                                                                                | Universal Pictures | N/A |
| Poveste cu dinozauri                                                   | Dick Zondag, Ralph Zondag, Phil Nibbelink, Simon Wells | 24 noiembrie 1993  | Universal Pictures                                                                                | Universal Pictures | sub sigla Amblimation |
| (O femeie periculoasă) A Dangerous Woman*                              | Stephen Gyllenhaal                                     | 3 decembrie 1993   | Universal Pictures                                                                                | Universal Pictures | Gramercy Pictures (eticheta de distribuire) Island World Rollercoaster Productions                                                                           |
| Lista lui Schindler                                                    | Steven Spielberg                                       | 15 decembrie 1993  | Universal Pictures                                                                                | Universal Pictures | N/A |
| Familia Flintstone: Aventuri în Epoca de Piatră                        | Brian Levant                                           | 27 mai 1994        | Universal Pictures                                                                                | Universal Pictures | Hanna-Barbera Productions |
| Micuții șmecheri (The Little Rascals)*                                 | Penelope Spheeris                                      | 5 august 1994      | Universal Pictures                                                                                | Universal Pictures | King World Productions |
| Micii giganți (Little Giants)*                                         | Duwayne Dunham                                         | 14 octombrie 1994  | Warner Bros. Pictures                                                                             | Warner Bros. Pictures | sub sigla Warner Bros. Family Entertainment |
| Casper                                                                 | Brad Silberling                                        | 26 mai 1995        | Universal Pictures                                                                                | Universal Pictures | The Harvey Entertainment Company |
| Podurile din Madison County*                                           | Clint Eastwood                                         | 2 iunie 1995       | Warner Bros. Pictures                                                                             | Warner Bros. Pictures | Malpaso Productions |
| Trei puicuțe (To Wong Foo, Thanks for Everything! Julie Newmar)*       | Beeban Kidron                                          | 8 septembrie 1995  | Universal Pictures                                                                                | Universal Pictures | N/A |
| Cum să faci o cuvertură americană (How to Make an American Quilt)*     | Jocelyn Moorhouse                                      | 6 octombrie 1995   | Universal Pictures                                                                                | Universal Pictures | N/A |
| Balto                                                                  | Simon Wells                                            | 22 decembrie 1995  | Universal Pictures                                                                                | Universal Pictures | sub sigla Amblimation |
| Tornada (Twister)                                                      | Jan de Bont                                            | 10 mai 1996        | Warner Bros. Pictures                                                                             | Universal Pictures | Constant c Productions |
| Efect de recul*                                                        | David Koepp                                            | 30 august 1996     | Universal Pictures                                                                                | Universal Pictures | Gramercy Pictures (sigla de distribuție) |
| Lumea pierdută: Jurassic Park                                          | Steven Spielberg                                       | 23 mai 1997        | Universal Pictures                                                                                | Universal Pictures | N/A |
| Bărbații în negru                                                      | Barry Sonnenfeld                                       | 2 iulie 1997       | Columbia Pictures                                                                                 | Columbia Pictures | Parkes/MacDonald Productions |
| Impact nimicitor                                                       | Mimi Leder                                             | 8 mai 1998         | Paramount Pictures                                                                                | DreamWorks Pictures | The Manhattan Project Zanuck/Brown Productions |
| Soldățeii (Small Soldiers)*                                            | Joe Dante                                              | 10 iulie 1998      | DreamWorks Pictures                                                                               | Universal Pictures | N/A |
| Masca lui Zorro                                                        | Martin Campbell                                        | 17 iulie 1998      | TriStar Pictures                                                                                  | TriStar Pictures | N/A |
| Salvați soldatul Ryan                                                  | Steven Spielberg                                       | 24 iulie 1998      | DreamWorks Pictures                                                                               | Paramount Pictures | Mark Gordon Productions The Mutual Film Company |
| Crime în vis (In Dreams)*                                              | Neil Jordan                                            | 15 ianuarie 1999   | DreamWorks Pictures                                                                               | DreamWorks Pictures | N/A |
| Familia Flintstone în Rock Vegas (The Flintstones in Viva Rock Vegas)* | Brian Levant                                           | 28 aprilie 2000    | Universal Pictures                                                                                | Universal Pictures | Hanna-Barbera Productions |
| Inteligență artificială                                                | Steven Spielberg                                       | 29 iunie 2001      | Warner Bros. Pictures (și home video la nivel internațional)                                      | Warner Bros. Pictures DreamWorks Pictures (doar home video în SUA și pentru televiziune la nivel internațional) | DreamWorks Pictures Stanley Kubrick Productions |
| Jurassic Park III                                                      | Joe Johnston                                           | 18 iulie 2001      | Universal Pictures                                                                                | Universal Pictures | N/A |
| Raport Special                                                         | Steven Spielberg                                       | 21 iunie 2002      | 20th Century Fox (și home video la nivel internațional)                                           | 20th Century Fox DreamWorks Pictures (doar home video în SUA și pentru televiziune la nivel internațional) | DreamWorks Pictures Blue Tulip Productions Cruise/Wagner Productions Amblin uncredited                                                                       |
| Bărbații în negru II                                                   | Barry Sonnenfeld                                       | 3 iulie 2002       | Columbia Pictures                                                                                 | Columbia Pictures | Parkes/MacDonald Productions |
| Prinde-mă! Dacă poți!                                                  | Steven Spielberg                                       | 25 decembrie 2002  | DreamWorks Pictures                                                                               | DreamWorks Pictures | Kemp Company Parkes/MacDonald Productions Splendid Pictures                                                                                                  |
| Terminalul                                                             | Steven Spielberg                                       | 18 iunie 2004      | DreamWorks Pictures                                                                               | DreamWorks Pictures | Parkes/MacDonald Productions |
| Războiul lumilor                                                       | Steven Spielberg                                       | 29 iunie 2005      | Paramount Pictures (și home video la nivel internațional)                                         | Paramount Pictures DreamWorks Pictures (doar home video în SUA și pentru televiziune la nivel internațional) | DreamWorks Pictures Cruise/Wagner Productions |
| Legenda lui Zorro                                                      | Martin Campbell                                        | 28 octombrie 2005  | Columbia Pictures                                                                                 | Columbia Pictures | Spyglass Entertainment Tornado Productions |
| Memoriile unei gheișe                                                  | Rob Marshall                                           | 9 decembrie 2005   | Columbia Pictures                                                                                 | Columbia Pictures (majoritatea teritoriilor internaționale) Spyglass Entertainment (unele teritorii internaționale) Buena Vista International (Marea Britanie și Japonia, în Anglia ca Miramax Films) | DreamWorks Pictures Red Wagon Productions Spyglass Entertainment                                                                                             |
| München                                                                | Steven Spielberg                                       | 23 decembrie 2005  | Universal Pictures                                                                                | DreamWorks Pictures | Alliance Atlantis Barry Mendel Productions The Kennedy/Marshall Company Peninsula Films                                                                      |
| Monster House - Casa e un Monstru! (Monster House)                     | Gil Kenan                                              | 21 iulie 2006      | Columbia Pictures                                                                                 | Columbia Pictures | ImageMovers Relativity Media |
| Steaguri pline de glorie                                               | Clint Eastwood                                         | 20 octombrie 2006  | Paramount Pictures                                                                                | Warner Bros. Pictures | DreamWorks Pictures Malpaso Productions |
| Scrisori din Iwo Jima                                                  | Clint Eastwood                                         | 20 decembrie 2006  | Warner Bros. Pictures                                                                             | Warner Bros. Pictures | DreamWorks Pictures Malpaso Productions |
| Hereafter: Dincolo de viață (Hereafter)                                | Clint Eastwood                                         | 22 octombrie 2010  | Warner Bros. Pictures                                                                             | Warner Bros. Pictures | Malpaso Productions The Kennedy/Marshall Company |
| Super 8                                                                | J. J. Abrams                                           | 10 iunie 2011      | Paramount Pictures                                                                                | Paramount Pictures | Bad Robot |
| Aventurile lui Tintin: Secretul Licornului                             | Steven Spielberg                                       | 21 decembrie 2011  | Paramount Pictures (de asemenea, Marea Britanie, Australia, Canada și anumite teritorii asiatice) | Columbia Pictures | Lansat prin sigla Paramount DW Studios The Kennedy/Marshall Company WingNut Films Nickelodeon Movies                                                         |
| Calul de luptă                                                         | Steven Spielberg                                       | 25 decembrie 2011  | Walt Disney Studios Motion Pictures (via Touchstone Pictures)                                     | Walt Disney Studios Motion Pictures (via Touchstone Pictures) | DreamWorks Pictures Reliance Entertainment The Kennedy/Marshall Company                                                                                      |
| Bărbați în negru 3                                                     | Barry Sonnenfeld                                       | 25 mai 2012        | Columbia Pictures                                                                                 | Columbia Pictures | Parkes/MacDonald ImageNation Media Magik Entertainment Hemisphere Media Capital                                                                              |
| Lincoln                                                                | Steven Spielberg                                       | 16 noiembrie 2012  | Walt Disney Studios Motion Pictures (via Touchstone Pictures)                                     | 20th Century Fox | DreamWorks Pictures Dune Entertainment Participant Media Reliance Entertainment The Kennedy/Marshall Company                                                 |
| Război în bucătărie                                                    | Lasse Hallström                                        | 8 august 2014      | Walt Disney Studios Motion Pictures (via Touchstone Pictures)                                     | Walt Disney Studios Motion Pictures (America Latină, Asia excluzând India, Rusia și Australia) Mister Smith Entertainment (Europa, Orientul Mijlociu și Africa) Reliance Entertainment (India) Constantin Film (Germania, Austria și Elvewția) Entertainment One (Marea Britanie și Benelux) Nordisk Film (Scandinavia) Italia Film (Orientul Mijlociu) Acme (Țările Baltice) Blitz (fosta Iugoslavie și Albania) Odeon (Grecia și Cipru) Sam Film (Islanda) United King Films (Israel) Leone Film Group/01 Distribution (Italia) Monolith Films (Polonia) NOS Audiovisuais (Portugalia) Tripictures/DeAPlaneta (Spania) Fida Film (Turcia) Metropolitan Filmexport (Franța) Inter-Film (Ucraina) MediaPro (Cehia, Slovacia, Bulgaria, Ungaria și România)                           | DreamWorks Pictures Reliance Entertainment Participant Media Image Nation Harpo Films                                                                        |
| Jurassic World                                                         | Colin Trevorrow                                        | 12 iunie 2015      | Universal Pictures                                                                                | Universal Pictures | Legendary Pictures |
| Podul spionilor                                                        | Steven Spielberg                                       | 16 octombrie 2015  | Walt Disney Studios Motion Pictures (via Touchstone Pictures)                                     | 20th Century Fox | DreamWorks Pictures Participant Media Reliance Entertainment Fox 2000 Pictures Marc Platt Productions TSG Entertainment Afterworks Limited Studio Babelsberg |
| Marele Uriaș Prietenos                                                 | Steven Spielberg                                       | 1 iulie 2016       | Walt Disney Studios Motion Pictures                                                               | Walt Disney Studios Motion Pictures (America Latină, Asia excluzând India, Rusia și Australia) Mister Smith Entertainment (Europa, Orientul Mijlociu și Africa) Reliance Entertainment (India) Constantin Film (Germania, Austria și Elveția) Entertainment One (Marea Britanie și Benelux) Nordisk Film (Scandinavia) Italia Film (Orientul Mijlociu) Acme (Țările Baltice) Blitz (fosta Iugoslavie și Albania) Odeon (Grecia) Sam Film (Islanda) United King Films (Israel) Leone Film Group (Italia) Monolith (Polonia) NOS Audiovisuais (Portugalia) Tripictures/DeAPlaneta (Spania) Fida Film (Turcia) Metropolitan Filmexport (France) Inter-Film (Ucraina) MediaPro (Cehia, Slovacia, Bulgaria, Ungaria și România)                                                           | Walt Disney Pictures Walden Media Reliance Entertainment The Kennedy/Marshall Company The Roald Dahl Story Company                                           |
| Câinele, adevăratul meu prieten (A Dog's Purpose)*                     | Lasse Hallström                                        | 27 ianuarie 2017   | Universal Pictures                                                                                | Universal Pictures (America Latină, Asia cu excepția Indiei și Rusia) Mister Smith Entertainment (Europa, Orientul Mijlociu și Africa) Reliance Entertainment (India) Constantin Film (Germania, Austria și Elveția) Entertainment One (Marea Britanie, Australia și Benelux) Nordisk Film (Scandinavia) Italia Film (Orientul Mijlociu) Acme (Țările Baltice) Blitz (fosta Iugoslavie și Albania) Odeon (Grecia și Cipru) Sam Film (Islanda) United King Films (Israel) Leone Film Group/01 Distribution (Italia) Monolith Films (Polonia) NOS Audiovisuais (Portugalia) Tripictures/DeAPlaneta (Spania) Fida Film (Turcia) Metropolitan Filmexport (France) Inter-Film (Ucraina) MediaPro (Cehia, Slovacia, Bulgaria, Ungaria și România)                                          | Reliance Entertainment Walden Media Pariah Entertainment Group                                                                                               |
| The Post: Secretele Pentagonului                                       | Steven Spielberg                                       | 22 decembrie 2017  | 20th Century Fox                                                                                  | Universal Pictures (America Latină, Franța, Germania, Austria, Elveția, Asia cu excepția Indiei, Coreea de Sud, Vietnam și Indonezia și Rusia) Mister Smith Entertainment (Europa, Orientul Mijlociu și Africa) Reliance Entertainment (India) CJ Entertainment (Coreea de Sud, Vietnam și Indonezia) Entertainment One (Marea Britanie, Benelux, Australia și Spania) Nordisk Film (Scandinavia) Italia Film (Orientul Mijlociu) Acme (Țările Baltice) Blitz (fosta Iugoslavie și Albania) Odeon (Grecia și Cipru) Sam Film (Islanda) United King Films (Israel) Leone Film Group/01 Distribution (Italia) Monolith Films (Polonia) NOS Audiovisuais (Portugalia) Fida Film (Turcia) Inter-Film (Ucraina) MediaPro (Cehia, Slovacia, Bulgaria, Ungaria și România)                  | DreamWorks Pictures Participant Media Pascal Pictures Star Thrower Entertainment TSG Entertainment                                                           |
| Ready Player One: Să înceapă jocul                                     | Steven Spielberg                                       | 29 martie 2018     | Warner Bros. Pictures                                                                             | Warner Bros. Pictures | Village Roadshow Pictures Access Entertainment RatPac-Dune Entertainment De Line Pictures Farah Films & Management                                           |
| Jurassic World: Un regat în ruină (Jurassic World: Fallen Kingdom)     | J. A. Bayona                                           | 22 iunie 2018      | Universal Pictures                                                                                | Universal Pictures | Legendary Pictures Perfect World Pictures |
| Misterul ceasului din perete (The House with a Clock in Its Walls)*    | Eli Roth                                               | 21 septembrie 2018 | Universal Pictures                                                                                | Universal Pictures (America Latină, Franța, Germania, Austria, Elveția, Asia cu excepția Indiei, Coreea de Sud, Vietnam și Indonezia și Rusia) Mister Smith Entertainment (Europa, Orientul Mijlociu și Africa) Reliance Entertainment (India) CJ Entertainment (Coreea de Sud, Vietnam și Indonezia Entertainment One (Marea Britanie, Australia, Benelux și Spania) Nordisk Film (Scandinavia) Italia Film (Orientul Mijlociu) Acme (Țările Baltice) Blitz (fosta Iugoslavie și Albania) Odeon (Grecia și Cipru) Sam Film (Islanda) United King Films (Israel) Leone Film Group/01 Distribution (Italia) Monolith Films (Polonia) NOS Audiovisuais (Portugalia) Fida Film (Turcia) Inter-Film (Ucraina) MediaPro (Cehia, Slovacia, Bulgaria, Ungaria și România)                   | Mythology Entertainment |
| Câinele, adevăratul meu prieten 2 (A Dog's Journey)*                   | Gail Mancuso                                           | 17 mai 2019        | Universal Pictures                                                                                | Universal Pictures (America Latină, Franța, Asia, excluzând India, Coreea de Sud, Vietnam și Indonezia și Rusia) Mister Smith Entertainment (Europa, Orientul Mijlociu și Africa) Reliance Entertainment (India) CJ Entertainment (Coreea de Sud, Vietnam și Indonezia) Entertainment One (Marea Britanie, Australia, Benelux și Spania) Constantin Film (Germania, Austria și Elveția) Nordisk Film (Scandinavia) Italia Film (Orientul Mijlociu) Acme (Țările Baltice) Blitz (fosta Iugoslavie și Albania) Odeon (Grecia și Cipru) Sam Film (Islanda) United King Films (Israel) Leone Film Group/01 Distribution (Italia) Monolith Films (Polonia) NOS Audiovisuais (Portugalia) Fida Film (Turcia) Inter-Film (Ucraina) MediaPro (Cehia, Slovacia, Bulgaria, Ungaria și România) | Reliance Entertainment Walden Media Alibaba Pictures Pariah Entertainment Group                                                                              |
| Bărbați în Negru Internațional                                         | F. Gary Gray                                           | 14 iunie 2019      | Columbia Pictures                                                                                 | Columbia Pictures | Parkes+MacDonald Productions Image Nation Abu Dhabi |
| Cats*                                                                  | Tom Hooper                                             | 20 decembrie 2019  | Universal Pictures                                                                                | Universal Pictures | Monumental Pictures The Really Useful Group Working Title Films Perfect World Pictures                                                                       |
| Finch*                                                                 | Miguel Sapochnik                                       | 5 noiembrie 2021   | Apple TV+                                                                                         | Apple TV+ | Dutch Angle ImageMovers Reliance Entertainment Alibaba Pictures Misher Films Walden Media                                                                    |
| Poveste din cartierul de vest                                          | Steven Spielberg                                       | 10 decembrie 2021  | 20th Century Studios                                                                              | 20th Century Studios | TSG Entertainment |
| Jurassic World: Dominația (Jurassic World Dominion)                    | Colin Trevorrow                                        | 10 iunie 2022      | Universal Pictures                                                                                | Universal Pictures | Perfect World Pictures |
| Fabelmans: Povestea unei vieți aparte                                  | Steven Spielberg                                       | 11 noiembrie 2022  | Universal Pictures                                                                                | Universal Pictures (America Latină, Franța, Germania, Austria, Elveția, Spania, Asia cu excepția Indiei, Coreea de Sud, Vietnam și Indonezia și Rusia) Mister Smith Entertainment (Europa, Orientul Mijlociu și Africa) Reliance Entertainment (India) CJ Entertainment (Coreea de Sud, Vietnam și Indonezia) Entertainment One (Marea Britanie și Benelux) StudioCanal (Australia) Nordisk Film (Scandinavia) Italia Film (Orientul Mijlociu) Acme (Țările Baltice) Blitz (fosta Iugoslavie și Albania) Odeon (Grecia și Cipru) Sam Film (Islanda) United King Films (Israel) Leone Film Group/01 Distribution (Italia) Monolith Films (Polonia) NOS Audiovisuais (Portugalia) Fida Film (Turcia) Inter-Film (Ucraina) MediaPro (Cehia, Slovacia, Bulgaria, Ungaria și România)     | N/A |
| Maestro: Muzică și dragoste (Maestro)                                  | Bradley Cooper                                         | 22 noiembrie 2023  | Netflix                                                                                           | Netflix | Sikelia Productions Fred Berner Films Joint Effort |
| Culoarea purpurie (The Color Purple)                                   | Blitz Bazawule                                         | 25 decembrie 2023  | Warner Bros. Pictures                                                                             | Warner Bros. Pictures | OW Films SGS Pictures Quincy Jones Productions Domain Entertainment                                                                                          |
| Tornade                                                                | Lee Isaac Chung                                        | 19 iulie 2024      | Universal Pictures                                                                                | Warner Bros. Pictures | The Kennedy/Marshall Company |

### Filme viitoare
| Titlu                                     | Premieră     | Distribuitor            | Companii de producție                         |
| ----------------------------------------- | ------------ | ----------------------- | --------------------------------------------- |
| Jurassic World Rebirth                    | 2 iulie 2025 | Universal Pictures      | The Kennedy/Marshall Company                  |
| The Thursday Murder Club                  | 2025         | Netflix                 | Jennifer Todd Pictures Maiden Voyage Pictures |
| The Dish                                  | 15 mai 2026  | Universal Pictures      | N/A                                           |
| Film biografic fără titlu despre Bee Gees | TBA          | Paramount Pictures      | Scott Free Productions GK Films Sister        |
| Cola Wars                                 | TBA          | Sony Pictures Releasing | Apatow Productions                            |

Notă: filmele marcate cu „*” sunt cele în care Spielberg nu s-a implicat.

## Scurtmetraje
- Tummy Trouble (1989)
- Roller Coaster Rabbit (1990)
- Trail Mix-Up (1993)
- I'm Mad (Animaniacs short) (1994)
- Battle at Big Rock (2019)

## Direct-pe-video
- Tiny Toon Adventures: How I Spent My Vacation (1992)
- Wakko's Wish (1999)